# 조지 로든
빈센트 조지 로든(Vincent George Rhoden, 1926년 12월 13일 ~ 2024년 8월 24일)은 자메이카의 전 육상 선수로, 1952년 헬싱키 올림픽 2관왕이다.
킹스턴에서 태어나 미국 샌프란시스코에서 살던 로든은 아서 윈트, 허브 매킨리와 더불어 1940년대 후반과 1950년대 초반에 자메이카의 성공적 단거리 육상 선수들 중의 하나였다.
1948년 런던 올림픽에 나갔으나, 100m 예선과 400m 준결승전에서 탈락하고 말았다. 1600m 릴레이에서 우승 후보로 보이던 자메이카 팀의 하나였으나, 윈트의 근육이 당겨져 그들의 메달 기회를 놓치고 말았다.
1950년 스웨덴 에스킬스투나에서 45.8초의 400m 세계 신기록을 세웠다. 1949년부터 1951년까지 400m AAU 선수권을 우승하고, 모건 주립 대학교의 선수로서 NCAA 선수권에서 220 야드(1951)와 440 야드(1950~52)를 우승하였다.
1952년 헬싱키 올림픽에서 성공적 자메이카 선수가 된 로든은 세계 기록 보유자로서 400m에서 경주 이전의 우승 후보들 중의 하나였다. 결승전에서 매킨리와 가까운 결투를 벌이면서 우승을 하였으며, 릴레이에서 최종 주자로서 3분 03.9초의 세계 신기록을 세워 자메이카 팀을 우승으로 이끌었다.